# Saison 9 du Disney Club
Chronologie
Saison 8 Saison 10
Voici le détail de la neuvième saison de l'émission Disney Club diffusée sur TF1 du 7 septembre 1997 au 30 août 1998. Du fait qu'il s'agisse de la seconde saison avec un animateur unique et des décors en rupture avec la thématique d'origine de l'émission, elle est classée dans la période de l'Âge terminal.
Cette saison marque le grand changement de programmation de l'émission. Au début de la neuvième saison du Disney Club, La Bande à Picsou et Myster Mask sont remplacés par Couacs en Vrac et Mighty Ducks, les Canards de l'Exploit. Les Gummi au programme au début de la neuvième saison est remplacé par Timon et Pumbaa le 7 mars 1998.

## Animateurs et Fiche technique

### Fiche de l'émission
- Billy : animateur
- Arnaud Vincenti : réalisateur
- Massimo Manganaro : réalisateur

## Reportages, rubriques et invités

### Les reportages
- Animaux en liberté

### Les rubriques
- Epat et truc
- Disney jeux
- JT club

### Artistes du moment de variété
à venir

## Dessins Animés diffusés
le dimanche matin
- Les Gummi s'arrête le 1er mars 1998[1]
- Les Nouvelles Aventures de Winnie l'ourson
- La Bande à Dingo
- Mighty Ducks, les Canards de l'Exploit débute le 7 septembre 1997[2]
- Couacs en vrac à partir du dimanche le 8 mars 1998[3]
- Aladdin
- Super Baloo
- Timon et Pumbaa débute le 8 mars 1998[4]
- Dinosaures revient le 5 juillet 1998[5]

le samedi matin
- Couacs en vrac dès le 7 septembre 1997[6] puis Aladdin dès le 7 mars 1998[7]
- Bonkers puis Timon et Pumbaa dès le 7 mars 1998

### Liste des épisodes de série d'animation

#### Programmation du dimanche
| Date              | Les Gummi                                                  | Winnie l'ourson                                            | La Bande à Dingo                      | Super Baloo                                 | Aladdin                        | Mighty Ducks, les Canards de l'Exploit |
| ----------------- | ---------------------------------------------------------- | ---------------------------------------------------------- | ------------------------------------- | ------------------------------------------- | ------------------------------ | -------------------------------------- |
| 7 septembre 1997  | Le vengeur écarlate frappe encore                          | Un pisteur piégé / Un amour de presse livre                | Deux associés, une vache et une poule | Quand les pirates s'en mêlent : 4ème partie | C'est ton destin               | Le premier face à face : 1ère partie   |
| 14 septembre 1997 | Frère Tummi / Le montreur de Tummi                         | Le sauveur masqué / Le fantôme qui balance                 | Le travail c'est la santé             | Citizen Khan                                | Les esprits farceurs           | Le premier face à face : 2ème partie   |
| 21 septembre 1997 | Grifty mon ami                                             | Sept ans de malheur / Les protèges oreilles magiques       | Un bébé à la maison                   | Le tour du monde en 50 dollars              | Les prisonniers du temps       | Buzz, héros d'un jour                  |
| 28 septembre 1997 | Le chevalier blanc                                         | L'ourson magique                                           | Dingo travaille à la Nazda            | Vacances de neige à Pornaco                 | Amour, haine et fromage de yak | Opération Protéus                      |
| 5 octobre 1997    | Tummi est amoureux                                         | Le roi des animaux / Des invités très spéciaux             | Gamelle fait de la pub                | Baloo au bal                                | Un délice d'épice              | Opération sorcier                      |
| 12 octobre 1997   |                                                            |                                                            | Dingo passe son diplôme               | Baloo au régime de bananes                  | Les dents du désert            | Attention vipère                       |
| 19 octobre 1997   | La meilleure princesse                                     | Un énorme animal / Comme un poisson dans l'eau             | Dingo est élu maire                   | Kit ou double                               | Le prophète                    | Les durs à cuire                       |
| 26 octobre 1997   | L'épreuve de la bravoure                                   | Une pointure de tigre / Une peur noire                     | Halloween                             | La rançon de la poire                       | La chasse du génie             | Duck fiction                           |
| 2 novembre 1997   | Le roi Igthorn :1ère partie                                | Bourriquet est populaire / Un détective particulier        | Pat et la malle magique               | L'ange gardien                              | Le héros a chaud aux plumes    | Les machines se révoltent              |
| 9 novembre 1997   | Le roi Igthorn : 2ème partie                               | L'emploi du temps de Coco Lapin / Tigrou dans le bain      | L'histoire en mille morceaux          | Bouledogue Cassidy et le kit                | La sorcière mal aimée          | Le talisman maudit                     |
| 16 novembre 1997  | Un Nouveau départ                                          | Moi et mon ombre / La Chasse à la coupe                    | Les tailleurs de pierre               | L'anchois des armes                         | Un sultan digne de ce nom      | Vol à tir d'ailes                      |
| 23 novembre 1997  | Le Sinistre sculpteur / L'Incarnation lumineuse            | Coco Lapin perd ses marques / Au revoir Mr Winnie          | Peg, reine de la jungle               | Dernier domicile coconut                    | Le Trésor de la bête           | Sale temps pour les ducks              |
| 30 novembre 1997  | Le dragon / La flûte magique                               | Au revoir Mr Winnie / Le Jour de la Marmotte               | Mon dinosaure                         | Le bon, la brute et le nazo                 | Un rhume de génie              | Duels sur glace                        |
| 7 décembre 1997   | Comme un oiseau en cage                                    | Tout est bien qui finit bien                               | Insécurité maximum                    | Pour qui sonne le glas : 1ère partie        | Le secret de la vipère noire   | La chasse aux canards                  |
| 14 décembre 1997  | L'oracle et le géant / La pierre magique                   | La forteresse de Coco lapin / Le monstre de Franken Winnie | Drôle de cirque                       | Pour qui sonne le glas : 2ème partie        | Génération perdue              | Le chef                                |
| 21 décembre 1997  | Le chapeau changeur                                        | Où est donc passé Porcinet / Winnie apprend à voler        | Moto angels                           | Trois hommes et un grappin                  | Les yeux de l'amour            | Canard de poche                        |
| 28 décembre 1997  | Loupi, le loup / La chasse au sanglier                     | La légende de bourriquet / Les trois petits porcinets      | Le premier amour                      | Le père Noël est une doublure               | Ennemi ou ami                  | Un match à tout casser                 |
| 4 janvier 1998    | La clôture ou l'épouvantail / La nuit de la gargouille     | Le trophée / Il faut rattraper le temps                    | Peg dans le beau monde                | Baloo à la classe                           | Les cavaliers de Rahon         | Les canards dans la mine               |
| 11 janvier 1998   | Le secret de la Gummiboise                                 | La lune de miel / Le jour de la récolte                    | Sherlock Goof                         | Va voir momie, papa travaille               | A dormir debout                | Les Ducks contre Brawn                 |
| 18 janvier 1998   | Le grand voyage de Toadié                                  | Le message dans la bouteille / La famille de Maître hibou  | Le grand Maxini                       | Les oies mousquetaires                      | Le masque divin                | Facteur inhumain                       |
| 25 janvier 1998   | Coucou c'est moi / Une histoire de sorcière                | Un appétit perdu / Un rêve ensoleillé                      | L'ère préhistéric                     | Un savant fou, fou, fou                     | Les joyaux de Mezmeria         | Bande de sauriens                      |
| 1er février 1998  | Bulles, bulles, bulles / Un Gummi dans l'ailleurs          | Quel est le score de Winnie / Les invités de Tigrou        | Les sommets de la gloire              | Mon beau lapin                              | La pierre philosophale         | Un monde idyllique                     |
| 8 février 1998    | Que la lumière soit                                        | Coco lapin prend des vacances / Bourriquet jardine         | L'amie imaginaire                     | Elle court, elle court la fourrure          | Simple dédoublement            | Zap attaque                            |
| 15 février 1998   | En route pour le pays des grands Gummi                     | Le ciel de Winnie                                          |                                       | Un ourson nommé Lama                        | Une ombre au tableau           | Un super héros                         |
| 22 février 1998   | Plus rapide qu'un Tummi / Pour quelques Louis d'or de plus | La guerre aux abeilles / Poisson d'avril                   | Le mini golf                          | Becky, j'ai rétréci le gosse                | Les 1001 plumes                | Nosedive baby sister                   |
| 1er mars 1998     | Un piège pour les Trolls / Qui dort, perd                  | Le chevalier inoubliable                                   | Cinéma de minuit sur la ville         | Baloo des sources                           | Les scarabées d'or             | Le dernier duel                        |

| Date          | Timon et Pumbaa                                           | Winnie l'ourson                                             | La bande à Dingo             | Super Baloo                            | Aladdin                                 | Couacs en Vrac                    |
| ------------- | --------------------------------------------------------- | ----------------------------------------------------------- | ---------------------------- | -------------------------------------- | --------------------------------------- | --------------------------------- |
| 8 mars 1998   |                                                           | Tigrou est la mère des inventions / La chasse à la bestiole | Les joies du camping         | Gastine et Rénette s'en vont en guerre |                                         | Un chat hoquet                    |
| 15 mars 1998  | Combat olé, olé / Avant l'heure c'est pas l'heure         | L'ultime tunnel / Le gagular de printemps                   | Apprenti journaliste         | La colle est finie                     | Orage ô désespoir                       | Piqué au vif                      |
| 22 mars 1998  | Expresso, l'escargot / Un festin de hyènes                | Tigrou a perdu sa langue / Bienvenue Kessie                 | Trouver c'est garder         | La guerre du froid n'aura pas lieu     | La citadelle                            | Une formule magique               |
| 29 mars 1998  | Le copain Fred / À la découverte du temple maudit         | Ce n'était qu'un rêve                                       | Inspecteur Dingo             | Les 24 heures duu ciel                 | Abu au pays des voleurs                 | Personne ne l'aime chaud          |
| 5 avril 1998  | Le paradis perdu / La loi de la jungle                    | Jean Christophe grandit                                     | Une pizza indigeste          | Qui a peur du grand méchant fou        | Le petit oiseau va sortir               | Un échange extra terrestre        |
| 12 avril 1998 | Au nom de la justice / Aide-toi, le ciel t'aidera         | Un après midi de chien                                      | La maison dans le lac        | La grande course autour du son         | L'abominable homme des sables           | Pour une poignée de molécules     |
| 19 avril 1998 | Bouffe à gogo / Une digestion difficile                   | Le bon, la brute et le Tigrou                               | Loufoqueville                | Le père Noël est une doublure          | La rose de l'oubli                      | Riri détective                    |
| 26 avril 1998 | L'amitié, ça se conserve bien au frais / Amazone Panthère | On n'est jamais mieux servi ailleurs qu'à la maison         | Vive la solitude             | Le facteur grogne toujours deux fois   | Aladdin le magnifique                   | L'habit ne fait pas le héros      |
| 3 mai 1998    | Mariage forcé / Attention Gorille                         | Lucie ma pelle / Winnie le sage                             | Un voisin amical             | Rien que pour ta glace                 | Le retour de mékanics                   | Riri conquérant du monde          |
| 10 mai 1998   | Dépannage de Panda / C'est très vilain de voler           | La tête dans les nuages / Le rêve impossible                | Le papier peint              | Le miroir aux pirates : 1ère partie    | Y a un lézard                           | La fièvre de l'or                 |
| 17 mai 1998   | Maman débarque / Les hyènes ont faim                      | Porcinet poète / Un joli filet de voix de Maître Hibou      | Tel père, tel fils           | Le miroir aux pirates : 2ème partie    | Le secret du roc d'acier                | L'invasion des microbes           |
| 24 mai 1998   | Espèces menacées / Rôti de Timon et Pumbaa                | A chacun son monstre                                        | A maison, maison et demie    | Vol au dessus d'un nid de couronnes    | Le commandant costaud                   | Méfiez vous des voisins           |
| 31 mai 1998   | L'homme à tout faire est repassé / Chauve qui peut        | Amis pour la vie / Bourriquet est triste                    | Une journée aérienne         | Pour un poignée de diamants            | La toile de la peur                     | Une invention qui secoue          |
| 7 juin 1998   | Pépite Mania / Les Flamants roses                         | Un feu de camp peu ordinaire / Les mabouls du ballon        | Une journée de pêche         | La pieuvre par neuf                    | Après la pluie, le beau temps           | Course de vitesse à Canardville   |
| 14 juin 1998  | Chapeau lapin / L'affaire est dans la cage                | Coco lapin, papa poule                                      | La patmobile                 | Le cercle des prouesses diparues       | Comme au bon vieux temple : 1ère partie | Un héros peut en cacher un autre  |
| 21 juin 1998  | Où est passé Pumbaa ? / Le Ver géant                      | Le porcinet qui devint roi                                  | Le bon, la brute et le Dingo | La soupe aux truffes                   | La grande guerre                        | Un homme à la mer                 |
| 28 juin 1998  | Caramba ! / Héros 00X                                     | Prisonnier du désordre                                      | Le Général L'Épervier        | Un carburant ça pompe énormément       | Certains l'aiment chaud                 | Vol au dessus d'un nid de canards |

| Date            | Winnie l'ourson                                     | La bande à Dingo                 | Super Baloo                        | Aladdin                     | Timon et Pumbaa                                                                      | Dinosaures                    |
| --------------- | --------------------------------------------------- | -------------------------------- | ---------------------------------- | --------------------------- | ------------------------------------------------------------------------------------ | ----------------------------- |
| 5 juillet 1998  | La grande attaque du pot de miel                    | La musculation                   | L'oignon fait la force             | L'ombre d'un doute          | Une paire de compères                                                                | La naissance du bébé          |
| 12 juillet 1998 | Le cadeau d'anniversaire / Tigrou perd ses rayures  | L'incroyable Bulk                | Zimouines                          | Une manche et la belle      | Le massacre du printemps / Vos papiers !                                             | La danse du mal               |
| 19 juillet 1998 | Quelle vie de babysitter                            | Il n'y a pas de fumée sans Dingo | Le jour le plus faux               | Ca va chauffer              | Timon du matin, estomac chagrin / Rafiki arbitre                                     | Le jour de liberté            |
| 26 juillet 1998 | Lapin à vendre                                      | L'abominable homme des neiges    | Parole de perroquet                | L'abominable hom'des neiges | Pas vus, pas pris / Sans paroles                                                     | L'employé du mois             |
| 2 août 1998     | Autant en emporte le vent / Rien qu'une dent        | Opération recyclage              | Robot, métro, boulot               | Les esprits farceurs        | Du rififi à Alcatraz / Hacuna Bahouka                                                | Quand Earl rencontre Gary     |
| 9 août 1998     | La Légende du shérif Porcinet                       | Pat au régime                    | Rebond 007                         | Le jumeau maléfique         | Fauve qui peut / Vacances à Castorland                                               | Le jour du hurlement          |
| 16 août 1998    | Un amour de presse-livre / Un pisteur piégé         |                                  | Un bas de laine contre une baleine | L'armure maléfique          | Le Meilleur de tous / La Petite Souris triste                                        | La queue de Charlène          |
| 23 août 1998    | Le sauveur masqué / Le fantôme qui balance          | La course de baignoire           | Le zbeugz a encore frappé          | Le salaire de la peur       | Un combat olé olé / Avant l'heure, c'est pas l'heure, après l'heure, c'est trop tard | Les derniers des mets délices |
| 30 août 1998    | Sept ans de malheur / Le protèges oreilles magiques | Rencontre de l'étrange type      | Starlywood                         | La vallée secrète           | Expresso l'escargot / Un festin de hyènes                                            | Bœuf ou carottes              |

#### Programmation du samedi
| Date              | Couacs en vrac                   | Bonkers              |
| ----------------- | -------------------------------- | -------------------- |
| 13 septembre 1997 | Un héros peut en cacher un autre |                      |
| 20 septembre 1997 | Un homme à la mer                | La valise en cartoon |

| Date              | Couacs en vrac                    | Croquette et Snif             | Plein Popossum                                  |
| ----------------- | --------------------------------- | ----------------------------- | ----------------------------------------------- |
| 27 septembre 1997 | Vol au dessus d'un nid de canards | On fait pas le poids          |                                                 |
| 4 octobre 1997    | Opération Berlingot               | Ouille hey                    | Les ténèbres au bord du noir                    |
| 11 octobre 1997   | Ovni soit qui mal y pense         | Sauve qui puce                | La nuit des ténèbres                            |
| 18 octobre 1997   | Vent de jalousie                  | Cata caniche                  | Les ténèbres que c'est noir                     |
| 25 octobre 1997   | Transmission impossible           | Délirium                      | Le retour de la nuit de la très noire obscurité |
| 1er novembre 1997 | Déclaration d'indépendance        | Remue méninges                |                                                 |
| 8 novembre 1997   | L'âme de héros                    | Un tour au paradis            | La fiancée des ténèbres                         |
| 15 novembre 1997  | Erreurs en cascade                |                               |                                                 |
| 22 novembre 1997  | Le vol du siècle                  | QI KO                         | La lueur des ténébres                           |
| 29 novembre 1997  | Trompeuses apparences             | Un cadeau empoisonné          |                                                 |
| 6 décembre 1997   | Un vilain mensonge                | Le père noël et ses gros durs | La sombre quête des ténèbres                    |
| 13 décembre 1997  | Machine à super héros             | Quelle dinde                  |                                                 |
| 20 décembre 1997  | Le canard qui voulut être roi     |                               |                                                 |
| 27 décembre 1997  | Une pêche miraculeuse             |                               |                                                 |

| Date            | Couacs en vrac              | Bonkers             |
| --------------- | --------------------------- | ------------------- |
| 3 janvier 1998  | Etranges chinoiseries       | Adieu l'Emile       |
| 10 janvier 1998 | Recette pour l'aventure     | Ca c'est le bouquet |
| 17 janvier 1998 | Un goût amer                | Toonez manège       |
| 24 janvier 1998 | Vous êtes en retard Donald  | Total riz colle     |
| 31 janvier 1998 | Video Mania                 |                     |
| 7 février 1998  | Retour vers la préhgistoire | Bagdag Castor       |
| 14 février 1998 | La maison fantôme           |                     |
| 21 février 1998 | Opération survie            |                     |
| 28 février 1998 | Capitaine Donald            | Aligato Bonkers     |

| Date            | Aladdin                                 | Timon et Pumbaa                                        |
| --------------- | --------------------------------------- | ------------------------------------------------------ |
| 7 mars 1998     | Le prophète                             | L'Idole de Bora Bora / Les Amours d'écureuil           |
| 14 mars 1998    | Abis Mal contre-attaque                 | Maman Pumbaa / Le Jeu de l'oie                         |
| 21 mars 1998    | Samir le destructeur                    | Une mémoire d'éléphant / Petit oiseau deviendra grand  |
| 28 mars 1998    | Elémentaire ma chère Jasmine            | Un combat olé olé / Un pingouin dangereux              |
| 4 avril 1998    | Ouragan sur Agrabah                     | Au pays des kangourous / Mangouste au menu             |
| 11 avril 1998   | Un jeu dangeureux                       | Cétacé soyez pacifique / La Termitière                 |
| 18 avril 1998   | Un couple imparfait                     | Une prise de bec / Une traversée bien tranquille       |
| 25 avril 1998   | Génération disparue                     | Pépite en fuite / Africa-ci, Africa-là                 |
| 2 mai 1998      | Gare au loup garou                      | Quel beau porc de ballet / Mission impossible          |
| 9 mai 1998      | Abu le libérateur                       | Le Lapin encombrant / Les Naufragés                    |
| 16 mai 1998     | Amour, haine et fromage de yak          | Là où le Pumbaa blesse / N'est pas le sorcier qui veut |
| 23 mai 1998     | La tête sur les épaules                 | Mésaventures à Manhattan / Le Gros Bleu                |
| 30 mai 1998     | Mégamnésie                              | Le Sage du marécage / Peur sur la jungle               |
| 6 juin 1998     | Un délice d'épice                       | Au travail ! / Pumbaa sans défenses                    |
| 13 juin 1998    | Le petit roi boudeur                    | Contes à dormir debout / Leçon de calcul               |
| 20 juin 1998    | Comme au bon vieux temple : 2ème partie | Minute papillon ! / Ça sent sensas !                   |
| 27 juin 1998    | Quand Génie rencontre Eden              | Programme minceur / Repos galère                       |
| 4 juillet 1998  | Terminator                              | Sécurité d'abord / Un rêve de cauchemar                |
| 11 juillet 1998 | Un coup fumant                          | Les Dindons de la farce                                |
| 18 juillet 1998 | T'es yin ou t'es yang                   | Test difficile / Chasse au renard                      |
| 25 juillet 1998 | Affaires de famille                     | La ferme du gymnase / Cafards plein phares             |
| 1er août 1998   | Les chercheurs d'or                     | Monstrueusement vôtre / Piraterie carabinée            |
| 8 août 1998     | Le maître des plantes                   | La Dent magique / Pumbaa n'entend plus                 |
| 15 août 1998    | Debout les hommes                       | L'Idole de Bora Bora / Les Amours d'écureuil           |
| 22 août 1998    | Traitement de choc                      | Maman Pumbaa / Le Jeu de l'oie                         |
| 29 août 1998    | Aladdingue qui chote                    | Une mémoire d'éléphant / Petit oiseau deviendra grand  |

#### Programmation des vacances
| Date             | Vacances | Tic et Tac, les rangers du risque       | La Petite Sirène       |
| ---------------- | -------- | --------------------------------------- | ---------------------- |
| 22 décembre 1997 | Noël     | Les Évadés d'Alchat-traz                | Epaulard rigolard      |
| 23 décembre 1997 | Noël     | Trois hommes et un poussin              | Sébastien ambassadeur  |
| 24 décembre 1997 | Noël     | Les Tapis voleurs                       | Tempête                |
| 25 décembre 1997 | Noël     | 20 000 Louis sous les mers              | Oursonnet              |
| 26 décembre 1997 | Noël     | À la poursuite de la souris maltaise    | Ganzi, Ganzi           |
| 29 décembre 1997 | Noël     | Flash le super chien                    | Une bouteille à la mer |
| 30 décembre 1997 | Noël     | Sur les traces de cher Doc Jones        | Truc, machin chouette  |
| 31 décembre 1997 | Noël     | Les Parents indignes                    | Le bracelet maléfique  |
| 1er janvier 1998 | Noël     | Rock à la ruche                         | Mariage aquatique      |
| 2 janvier 1998   | Noël     | Qui veut la peau de l'ours du camping ? | Eel-ectric City        |

| Date             | Vacances | Tic et Tac, les rangers du risque         | Couacs en vrac                    |
| ---------------- | -------- | ----------------------------------------- | --------------------------------- |
| 22 juin 1998     | Été      | Startac                                   | Vol au dessus d'un nid de canards |
| 23 juin 1998     | Été      | Rencontre du deuxième Tac                 | Opération Berlingot               |
| 24 juin 1998     | Été      | Les Naufragés du socisso'plane            | Ovni soit qui mal y pense         |
| 25 juin 1998     | Été      | Traladdin et la cafetière magique         | Vert de jalousie                  |
| 26 juin 1998     | Été      | La Chevauchée des chauves-souris          | Transmission : impossible         |
| 29 juin 1998     | Été      | Les Tontons disqueurs                     | Déclaration d'indépendance        |
| 30 juin 1998     | Été      | SOS fantôme à Tac                         | L'âme des héros                   |
| 1er juillet 1998 | Été      | Mystère et cacahuètes                     | Les erreurs en cascade            |
| 2 juillet 1998   | Été      | Syracroco de Bergerac                     | Le vol du siècle                  |
| 3 juillet 1998   | Été      | Mixeur impossible                         | Trompeuses apparences             |
| 6 juillet 1998   | Été      | La Grosse Abeille qui monte, qui monte... | Un vilain mensonge                |
| 7 juillet 1998   | Été      | La Grande Tactique du train d'or          | La machine à super héros          |
| 8 juillet 1998   | Été      | Le Coocoo-cola culte                      | Le canard qui voulait être roi    |
| 9 juillet 1998   | Été      | Les Aventuriers de la momie perdue        | Une pêche miraculeuse             |
| 10 juillet 1998  | Été      | Un zoo fou, fou, fou                      | Etranges chinoiseries             |
| 13 juillet 1998  | Été      | Hypno-Tic                                 | La maison fantôme                 |
| 14 juillet 1998  | Été      | Robochat                                  | Un goût amer                      |
| 15 juillet 1998  | Été      | Coup de foudre au labo                    | Vous êtes en retard Donald        |
| 16 juillet 1998  | Été      | La guerre des anchois n'aura pas lieu     | Vidéo Mania                       |
| 17 juillet 1998  | Été      | Irma la boule                             | Retour vers la préhistoire        |
| 20 juillet 1998  | Été      | L'Arrestation d'Hercule Poivron           | L'habit ne fait pas le héros      |
| 21 juillet 1998  | Été      | Bat Tac                                   | Opération survie                  |
| 22 juillet 1998  | Été      | Et pour quelques pièces d'or de plus      | Capitaine Donald                  |
| 23 juillet 1998  | Été      | Le dernier des fafadets                   | Un chat hoquet                    |
| 24 juillet 1998  | Été      | Agent secret 00 Tac                       | Piqué au vif                      |
| 30 juillet 1998  | Été      | Les Malheurs de Belzébuth                 | Une Échange extraterrestre        |
| 31 juillet 1998  | Été      | Royaume du grand volcan Tiveu             | Riri détective                    |
| 3 août 1998      | Été      | Tic et Tac enquêtent                      | Riri conquérant du monde          |

### Courts-métrages classiques diffusés
- Mickey Patine (émission du 27 décembre 1997)
- Donald fait son beurre (émission du 10 janvier 1998)
- Donald inventeur (émission du 10 janvier 1998)
- Le Jardin de Mickey (émission du 31 janvier 1998)
- Chasseur d'autographes (émission du 14 février 1998)
- L'Ange gardien de Donald (émission du 14 février 1998)
- Le Brave Petit Tailleur (émission du 21 février 1998)